# Hoplopleura cricetuli
Hoplopleura cricetuli är en insektsart som beskrevs av Ferris 1951. Hoplopleura cricetuli ingår i släktet Hoplopleura och familjen gnagarlöss. Inga underarter finns listade i Catalogue of Life.